# 海氏若棘鮗
海氏若棘鮗学名：），又名海氏棘銀寶魚、棘銀寶魚、黑七夕魚，為輻鰭魚綱鱸形目鱸亞目七夕魚科的其中一種，分布於西太平洋區的日本南部、馬紹爾群島及菲律賓海域，棲息深度可達18公尺，體近全黑，背部有一白色細條紋，胸鰭基部有一白點，背鰭硬棘19-21枚，背鰭軟條3-5枚，臀鰭硬棘8-10枚，臀鰭軟條3-5枚，體長可達2.4公分，棲息在水淺，海草生長的海域或礁石區，屬肉食性，雄魚有護卵的行為。

## 擴展閱讀
維基物種上的相關：海氏若棘鮗